# 3361 Orpheus
3361 Orpheus eller 1982 HR är en asteroid upptäckt den 24 april 1982 av den chilenske astronomen Carlos R. Torres på Cerro El Roble, Chile. Asteroiden har fått sitt namn efter Orfeus inom grekisk mytologi.
Asteroidens omloppsbana ligger bara 2,1 miljoner kilometer från jordens. Men så nära kommer den inte varje år. Den kommer att passera jorden på ett avstånd av mindre än 7,5 miljoner kilometer år 2021, 2025 och 2091. Passager på något längre avstånd (<22 milj km) förekommer ett stort antal gånger. Flera nära passager med Venus och Mars förekommer också.